# Ubiale Clanezzo
Ubiale Clanezzo [uˈbjaːle klaˈnɛʦːo] (Übiàl Clanèss [yˈbjal klɛˈnɛs] in dialetto bergamasco) è un comune italiano sparso di 1 311 abitanti della provincia di Bergamo in Lombardia.
Composto dai due borghi di Ubiale e Clanezzo, e situato all'imbocco della Val Brembana, dista circa 16 chilometri a nord-ovest dal capoluogo orobico.

## Storia
La posizione, che colloca i due borghi in una zona in cui si verifica la confluenza tra le valli Brembilla, Imagna e Brembana, ha creato i presupposti per insediamenti umani fin dalla preistoria. Risalgono infatti al paleolitico superiore (databili attorno al X millennio a.C.), alcuni reperti archeologici riconducibili ad abitanti che si ritiene appartenessero ad insediamenti numericamente rilevanti e con una buona organizzazione, rinvenuti in località Piane o nelle grotte di Costa Cavallina, o in quelle denominate Büs dei Cornei e Büs di Laür.

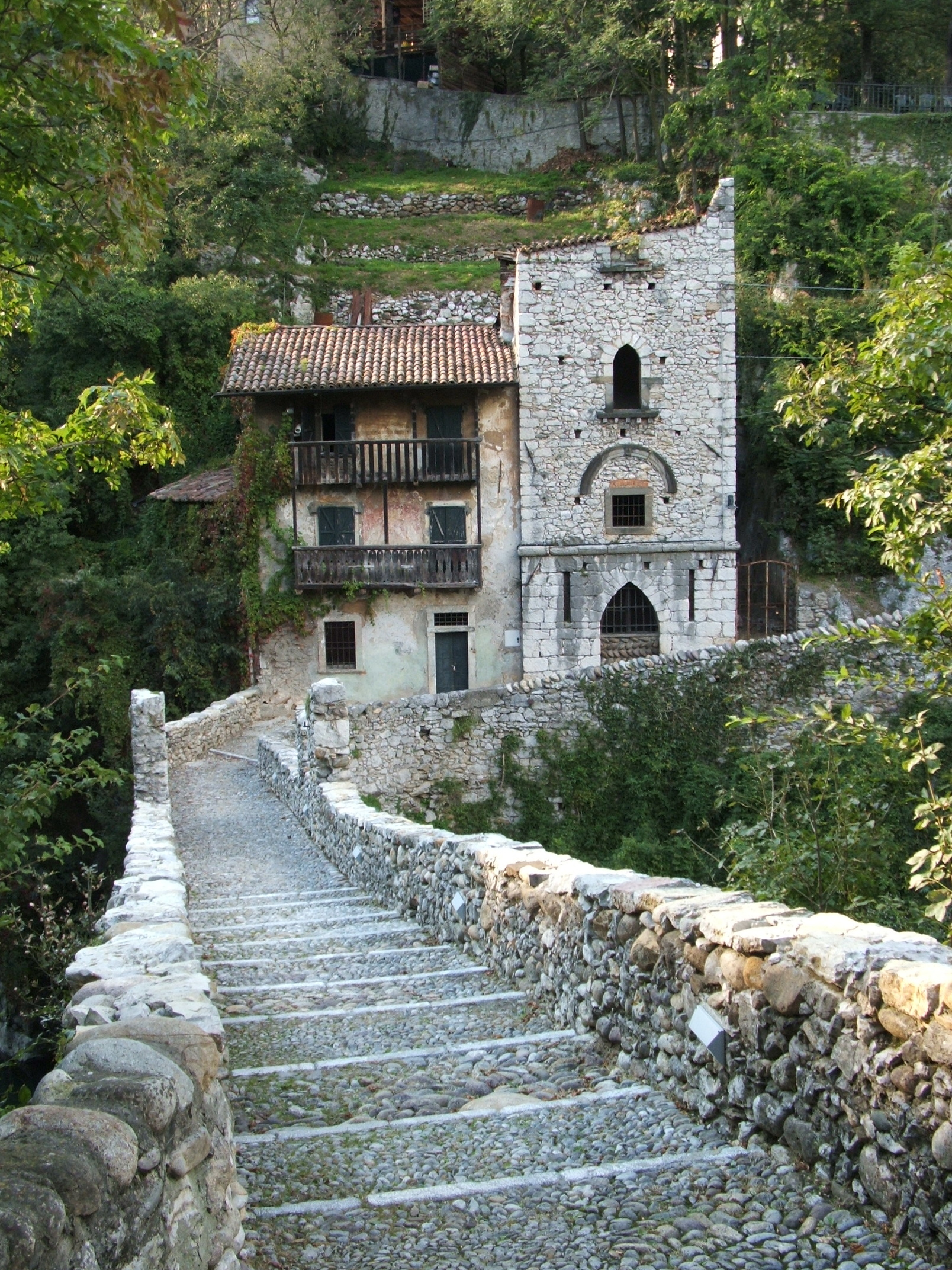
Il ponte di Attone e la dogana.

Tuttavia i nuclei abitativi cominciarono a formarsi ed a svilupparsi soltanto parecchi secoli più tardi, grazie ai Romani. La loro presenza sul territorio, attestata dal ritrovamento di numerosi reperti tra cui spiccano monete e vasi, venne favorita dall'esistenza di vie di comunicazione che collegavano Clanezzo (ritenuto il centro più antico tra i due che compongono il comune) agli importanti territori di Lemine (l'attuale zona di Almenno), passando per Ubiale, attraversando il corso del fiume Brembo con un ponte di cui ancor oggi rimane un pilone.
Con la fine dell'impero romano il territorio vide un periodo di scarsa antropizzazione, almeno fino all'arrivo dei Franchi che, istituendo il Sacro Romano Impero, diedero vita al feudalesimo.
Inizialmente assegnate al Vescovo di Bergamo, queste terre cominciarono ad essere teatro degli scontri tra guelfi e ghibellini, tanto che in tutta la zona sorsero castelli e fortificazioni, tra cui spicca come imponenza ed importanza il castello di Clanezzo: di proprietà della famiglia ghibellina dei Dalmasano, che vide tra i suoi esponenti Beltramo e Unguerrando, fu al centro dei principali eventi che riguardarono le contrade limitrofe.
Su di esso cominciarono a circolare numerose leggende nonché ad addensarsi un alone di mistero, vista l'inaccessibilità del luogo e la terribile fama di cui godevano i proprietari.
Nel corso del XIV secolo numerosi furono gli scontri che riguardarono il borgo che, legato al vicino Brembilla, combatté a lungo contro gli abitanti della valle Imagna, schierati con la fazione guelfa, causando devastazioni territoriali e numerose perdite umane.
La situazione ritornò alla tranquillità a partire dall'inizio del XV secolo quando, unitamente al resto della provincia bergamasca, venne posto sotto il dominio della Repubblica di Venezia, la quale emanò una serie di provvedimenti volti a migliorare la situazione sociale ed economica. La Serenissima ordinò la distruzione del castello della famiglia Dalmasano, rea di essersi opposta all'arrivo dei veneti, ma diede anche notevole impulso alla bassa valle Brembana creando la via Priula, strada che, attraversando l'intera valle, collegava il capoluogo orobico con i territori del canton Grigioni.
Questa diede grande impulso ai borghi di Clanezzo ed Ubiale che, nonostante la strada passasse sull'opposto versante della valle in località Sedrina, poterono migliorare i trasporti ed i commerci.
L'economia è sempre stata imperniata sull'agricoltura e sull'allevamento, situazione che ha impedito uno sviluppo economico del borgo e dei propri abitanti, da secoli costretti ad intraprendere l'avventura dell'emigrazione, nonostante si fosse sviluppata anche l'attività estrattiva riguardante materiali come quarzo e calcare.
I secoli successivi videro l'arrivo della dominazione francese al termine del XVIII secolo, a cui poi subentrarono nel 1815 gli austriaci, per poi passare definitivamente al Regno d'Italia nel 1859, senza che nel paese avvenissero episodi di rilevanza politica.

### Storia amministrativa
In epoca medievale i due borghi di Ubiale e Clanezzo risultavano essere aggregati al vicino centro di Brambilla, rendendosi autonomi da esso tra il XV ed il XVI secolo con il nome di Brambilla Vecchia. In quel tempo il neonato comune assorbì entro i propri confini anche le porzioni territoriali di Strozza e Capizzone poste alla sinistra del torrente Imagna.
Al termine del XVIII secolo perse la sua autonomia: Clanezzo venne aggregato a Capizzone, mentre Ubiale passò a Brambilla. Questa versione è tuttavia contraddetta da dati del Formaloni che, nel 1777, considerava ancora i due borghi in un'unica entità amministrativa autonoma.
Con l'instaurazione della Repubblica Cisalpina il territorio viene nuovamente riunito in comune, con la denominazione di Clenesso con Ubiale. Da allora i confini non vennero più cambiati: le uniche modifiche riguardarono il nome che cambiò prima in Clenesso (durante la dominazione austriaca), poi in Clanezzo (con l'avvento del Regno d'Italia), ed infine nell'attuale Ubiale Clanezzo.

### Simboli
Lo stemma e il gonfalone furono approvati con delibera del consiglio comunale del 2 dicembre 1971 e concessi con decreto del presidente della Repubblica dell'11 maggio 1972.
L'albero di castagno rappresenta i locali boschi che producono castagne di ottima qualità; il castello è quello distrutto nel 1441 e ricostruito nei secoli seguenti a difesa degli abitanti.
Il gonfalone è un drappo partito di bianco e di azzurro.

## Monumenti e luoghi d'interesse

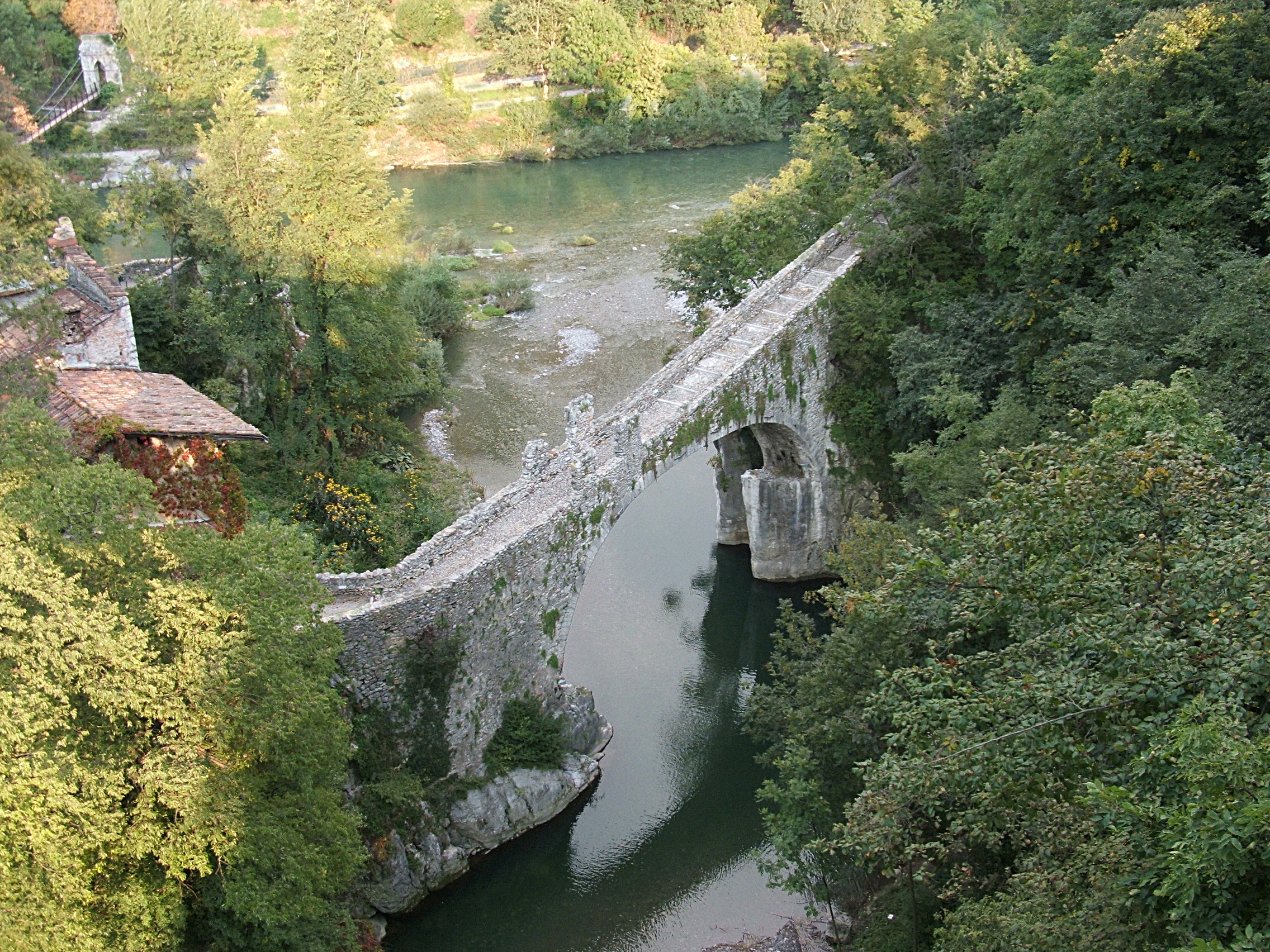
Il ponte di Attone

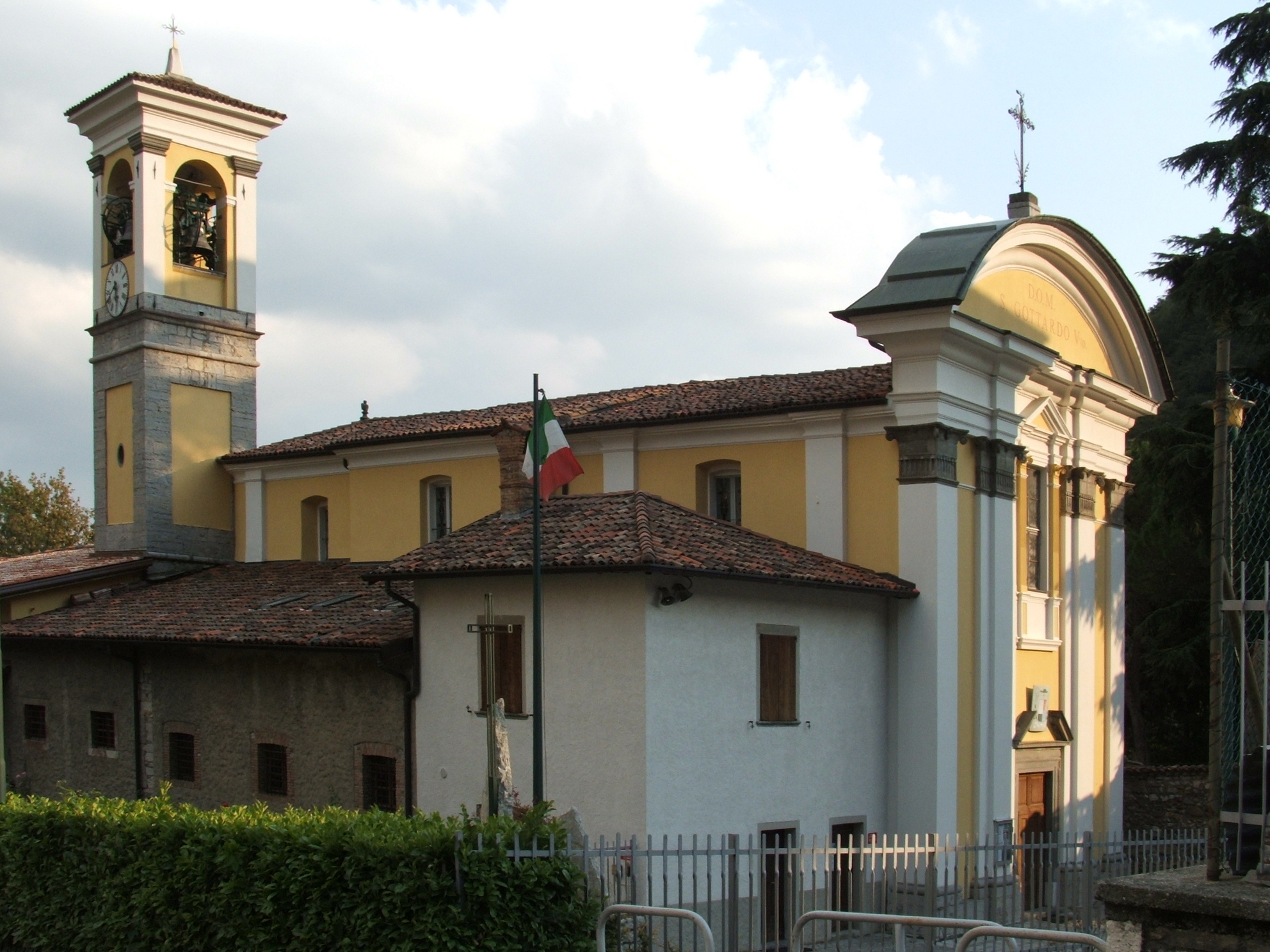
Parrocchiale di San Gottardo a Clanezzo

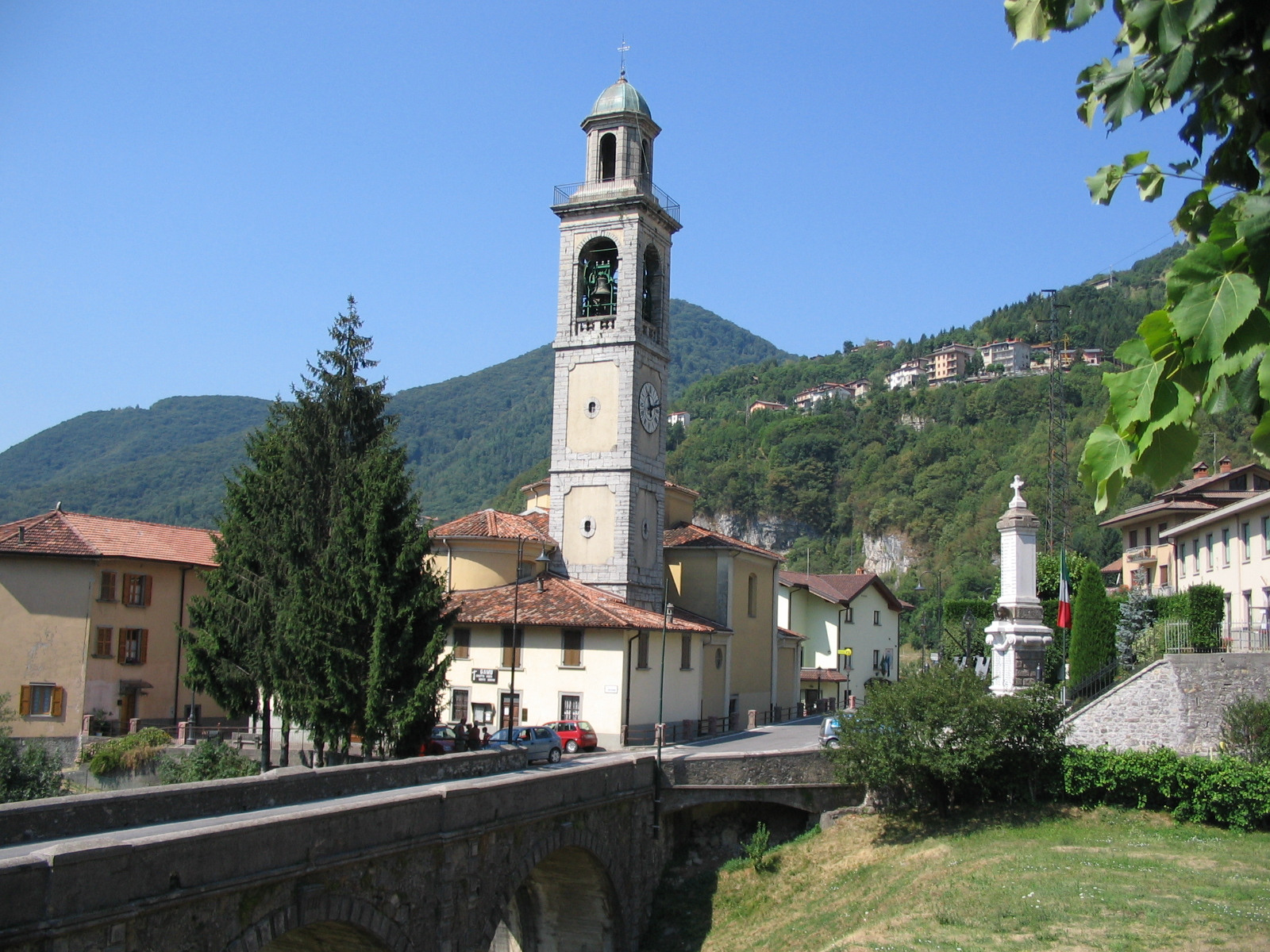
Centro di Ubiale

L'edificio di maggior richiamo sia artistico che storico è il castello di Clanezzo. Situato in posizione dominante e risalente al periodo medievale, ma ricostruito nel XVII secolo, è utilizzato anche per feste e banchetti privati. Presenta un ottimo stato di conservazione sia della struttura che delle torri, frutto di numerosi interventi di restauro.
Sempre in ambito medievale merita menzione il ponte di Attone, edificato per conto del conte di Lecco Attone di Guiberto, interessato da un recente intervento di recupero, bellissimo esempio di architettura che permetteva il superamento del torrente Imagna collegando Clanezzo con Almenno.
Nelle immediate vicinanze si può ammirare anche la dogana di Clanezzo, anch'essa in ottimo stato di conservazione.
In ambito religioso meritano menzione sia la Chiesa dei Santi Bartolomeo e Bernardino di Ubiale che la chiesa parrocchiale di San Gottardo di Clanezzo.
La prima, costruita nel 1738, custodisce opere di tutto rispetto, tra cui spicca un dipinto di Maria con i due santi patroni, opera di Vincenzo Angelo Orelli. La seconda chiesa invece risale al XVII secolo, anche se presenta un sostanziale rifacimento di due secoli più tardi: al proprio interno si trovano dipinti di Gioacchino Manzoni e della scuola di Carlo Ceresa.

## Società

### Evoluzione demografica
Abitanti censiti

## Infrastrutture e trasporti
Clanezzo era servita dall'omonima stazione posta lungo la ferrovia della Valle Brembana, attiva fra il 1906 e il 1966.

## Amministrazione
| Periodo        | Periodo        | Primo cittadino      | Partito                                         | Carica  | Note                 |
| -------------- | -------------- | -------------------- | ----------------------------------------------- | ------- | -------------------- |
| 23 aprile 1995 | 12 giugno 1999 | Lucio Capelli        | Lista Civica di Centro                          | Sindaco | [ 9 ]                |
| 13 giugno 1999 | 6 giugno 2009  | Luigi Renato Pesenti | Lega Nord                                       | Sindaco | [ 10 ] [ 11 ]        |
| 7 giugno 2009  | in carica      | Ersilio Gotti        | Lista Civica di Centro-sinistra Nuovi orizzonti | Sindaco | [ 12 ] [ 13 ] [ 14 ] |